# Largs
Largs est une ville d'Écosse située sur le Firth of Clyde dans le North Ayrshire, à environ 53 km de Glasgow.
C'est une station balnéaire populaire avec une jetée, qui promeut son image sur ses connexions historiques avec les vikings. Une fête annuelle est organisée chaque année au début du mois de septembre. En 1263 la ville était le théâtre de la bataille de Largs entre les armées d'Écosse et de Norvège.
Elle est jumelée avec Andernos-les-Bains, Gironde, France.